# Николаева, Виктория Викторовна
Виктория Викторовна Николаева (род. 21 ноября 1962 г. в г. Владивостоке) — российский государственный и политический деятель, депутат Государственной Думы Российской Федерации VII созыва, член фракции «Единая Россия», член комитета Госдумы по безопасности и противодействию коррупции.
Из-за вторжения России на Украину, находится под международными санкциями Евросоюза, США, Великобритании и ряда других стран

## Биография
В 1985 году получила высшее образование по специальности «Организация и нормирование труда», окончила Дальневосточный технологический институт бытового обслуживания. После окончания института работала на крупных рыбодобывающих предприятиях Дальнего Востока — «Камчатрыбпром» и «Рыбмаркет» бухгалтером, экономистом. Позднее работала в ОАО «Турниф», владельцем которого по данным СМИ являлся её брат, занимала должность заместителя генерального директора. В 2000—2001 году работала в предвыборном штабе своего брата — Владимира Николаева, когда он баллотировался в Законодательное собрание Приморского края. В 2004 году также работала в избирательном штабе своего брата в период когда он баллотировался на должность главы администрации города Владивостока. В 2007 году Владимир Николаев был осужден Ленинским районным судом Владивостока по ч. 2 ст. 285 и ч. 2 ст. 286 УК РФ (злоупотребление должностными полномочиями).
В январе 2005 года избрана депутатом Законодательного Собрания Приморского края III созыва на дополнительных выборах по избирательному округу № 23. В октябре 2006 года выдвигалась от партии «Единая Россия» Заксобрание края, по результатам выборов избрана депутатом Законодательного Собрания Приморского края IV созыва по одномандатному избирательному округу № 14. В декабре 2011 года в третий раз была избрана депутатом Законодательного Собрания Приморского края V созыва. Исполняла депутатские полномочия на непостоянной основе.
С 2009 по 2014 год была зарегистрирована в качестве индивидуального предпринимателя, специализирующегося на торговле рыбопродуктами, по данным «СПАРК-Интерфакс». В 2012—2013 году входила в Совет директоров ОАО «Приморгражданпроект». До избрания в Госдуму РФ в 2016 году работала в ООО "Санаторий «Амурский залив» заместителем директора по социальной работе. С апреля 2016 года работала в Администрации Приморского края в должности советника губернатора по социальным вопросам.
С 2014 года является основателем и Президентом РОО «Федерация Приморского Края Фигурного катания на коньках».
В сентябре 2016 года баллотировалась в Госдуму от партии «Единая Россия», по итогам выборов избрана депутатом Государственной Думы Российской Федерации VII созыва по 64 одномандатному избирательному округу.[обновить данные]

## Санкции
25 февраля 2022 года, на фоне вторжения России на Украину, включена в санкционный список стран Евросоюза в ответ на решение России признать территории Донецкой и Луганской областей Украины и на решение об отправке туда российских войск.
11 марта 2022 года внесена в санкционный список Великобритании «за признание независимости двух сепаратистских регионов в Украине».
30 сентября 2022 года попала в санкционный список США в ответ на «фиктивные референдумы» и «аннексию территорий Украины российскими оккупационными силами». Государственный департамент отмечает что депутаты единогласно приняли закон о фейках, а некоторые депутаты сыграли ключевую роль в распространении российской дезинформации о войне.
По аналогичным основаниям находится в санкционных списках Швейцарии, Канады, Австралии, Японии, Украины и Новой Зеландии

## Законотворческая деятельность
С 2016 по 2019 год, в течение исполнения полномочий депутата Государственной Думы VII созыва, выступила соавтором 43 законодательных инициатив и поправок к проектам федеральных законов.

## Награды и звания
- Орден Святой Ольги III степени
- ОрденЕкатерины Великой II степени.
- Благодарность Председателя Государственной Думы Федерального Собрания РФ в 2014 г.
- Мастер спорта по фигурному катанию.